# سلمان داود
سلمان داود هو لاعب خط وسط عراقي سابق في كرة القدم لعب لصالح منتخب العراق بين عامي 1964 و1967. لعب 7 مباريات وسجل هدفا واحدا.

## إحصائيات المهنة

### الأهداف الدولية
النتائج تسجل حصيلة أهداف العراق أولا.
| ت  | التاريخ      | المكان             | الخصم   | النتيجة | الأهداف | المنافسة               |
| -- | ------------ | ------------------ | ------- | ------- | ------- | ---------------------- |
| 1. | 5 أبريل 1966 | ملعب الكشافة بغداد | البحرين | 10-1    | 10-1    | كأس الأمم العربية 1966 |